# Hyundai i20
Hyundai i20 is een compacte hatchback-auto die geproduceerd wordt door het Zuid-Koreaanse automerk Hyundai sinds 2008. Het model wordt geproduceerd in India, Turkije en Zuid-Korea. De Hyundai i20 is ontworpen om te concurreren met andere hatchbacks zoals de Ford Fiesta, Volkswagen Polo en Renault Clio.
Eerste generatie (2008-2014)
De eerste generatie i20 werd voor het eerst geïntroduceerd op de Paris Motor Show in 2008. Het ontwerp van de auto werd geleid door Thomas Bürkle, de toenmalige hoofdontwerper van Hyundai Motor Europe. De auto werd gebouwd op het platform van de Hyundai Accent en de Kia Rio en was beschikbaar als driedeurs- en vijfdeursmodel.
In 2012 werd de i20 onderworpen aan een facelift. De vernieuwde versie kreeg een nieuwe voorbumper, grille en lichtunits. Ook het interieur werd aangepast met nieuwe materialen en functies. De motoropties bleven hetzelfde, met keuze uit 1,2-liter en 1,4-liter benzinemotoren en een 1,4-liter diesel.
Tweede generatie (2014-2020)
De tweede generatie i20 werd onthuld op de Autosalon van Parijs in 2014. Het ontwerp van de auto werd geleid door Peter Schreyer, die verantwoordelijk was voor het ontwerp van de eerste generatie Audi TT en later bij Kia werkte. De auto kreeg een volledig nieuw ontwerp met scherpere lijnen en een meer agressieve uitstraling.
De nieuwe i20 werd gebouwd op een nieuw platform en was langer en breder dan zijn voorganger. Het interieur werd volledig opnieuw ontworpen met een meer premium uitstraling. De motoropties werden uitgebreid met een 1,0-liter driecilinder turbobenzinemotor en een 1,4-liter turbodiesel.
In 2018 kreeg de i20 een kleine facelift. De auto kreeg een nieuwe voorbumper en grille, nieuwe lichtunits en enkele nieuwe interieurfuncties. De 1,0-liter turbobenzinemotor kreeg ook een vermogensupgrade.
Derde generatie (2020-heden)
De derde generatie i20 werd onthuld op de Autosalon van Genève in 2020. Het ontwerp van de auto werd opnieuw geleid door Peter Schreyer en de auto kreeg een volledig nieuw ontwerp met scherpere lijnen en een meer gestroomlijnde uitstraling.
De nieuwe i20 is gebouwd op een nieuw platform en is langer en breder dan zijn voorganger. Het interieur is opnieuw ontworpen met een meer minimalistische uitstraling en nieuwe functies zoals een digitaal instrumentenpaneel en een infotainmentsysteem met een 10,25-inch touchscreen.
De motoropties van de nieuwe i20 omvatten een 1,0-liter turbobenzinemotor met vermogensopties van 100 pk en 120 pk en een 1,2-liter benzinemotor met vermogensopties van 84 pk en 100 pk. Een mild hybride systeem is ook beschikbaar voor de 1,0-liter turbo
Huidige modellen Nederland en België:
Bayon ·
i10 ·
i20 ·
i30 ·
Inster ·
Ioniq ·
Ioniq 5 ·
Ioniq 6 ·
Kona ·
Kona Electric ·
Nexo ·
Santa Fe ·
Tucson
Overige modellen internationaal:
Accent ·
Grandeur ·
Genesis ·
Eon ·
Equus ·
Porter ·
Sonata ·
Veloster
Uit productie:
Atos ·
Coupe ·
Dynasty ·
Elantra ·
Excel ·
Getz ·
Genesis Coupe ·
i40 ·
ix20 ·
ix55 ·
Lantra ·
Matrix ·
Pony ·
Santamo ·
Scoupe ·
Stellar ·
Terracan ·
Trajet ·
Tucson ·
XG